# Resolutie 1073 Veiligheidsraad Verenigde Naties
Resolutie 1073 van de Veiligheidsraad van de Verenigde Naties werd met veertien stemmen voor en één onthouding van de Verenigde Staten aangenomen op 28 september 1996. De Veiligheidsraad riep Israël en de Palestijnen op geen daden te stellen die de gespannen situatie tussen beiden kon doen ontsporen en de vredesonderhandelingen te hervatten.

## Achtergrond
Tijdens de Zesdaagse Oorlog bezette Israël verschillende stukken grondgebied van zijn tegenstanders, waarvan het een deel annexeerde. In die delen werden Joodse kolonisten die er nederzettingen oprichtten gesteund.
In 1996 besloot Israël vanwege de vele toeristen een nieuwe uitgang uit de Westmuurtunnel te graven, die uitgaf op de Islamitische wijk van Jeruzalem. Yasser Arafat riep de Palestijnen zich hier met geweld tegen te verzetten, waarop rellen uitbraken in verschillende steden op de Westelijke Jordaanoever. Daarbij kwamen tussen 23 en 27 september bijna honderd Palestijnen en zeventien Israëlische soldaten om het leven.
De nieuwe uitgang werd later heropend, al is hij geregeld gesloten om veiligheidsredenen.

## Inhoud
De Veiligheidsraad:
- Heeft de brief van 26 september 1996 van Saoedi-Arabië in naam van de Arabische Liga over de Israëlische opening van een toegangstunnel nabij de Al-Aqsamoskee en de gevolgen daarvan in overweging genomen.
- Is diep bezorgd om de tragische gebeurtenissen in Jeruzalem, Nablus, Ramallah, Bethlehem en de Gazastrook met vele doden en gewonden onder Palestijnse burgers tot gevolg, en is bezorgd om de gevechten tussen het Israëlisch leger en de Palestijnse politie en de slachtoffers aan beide zijden.
- Herinnert aan zijn resoluties over Jeruzalem en andere relevante resoluties.
- Besprak de situatie op een formele vergadering op 27 september met de ministers van buitenlandse zaken van een aantal landen.
- Bezorgd om het moeilijke vredesproces in het Midden-Oosten en de verslechtering van de situatie.
- Bezorgd om de ontwikkelingen bij de heilige plaatsen in Jeruzalem.

1. Roept op om alle daden die de situatie verergerden en het vredesproces bemoeilijken te stoppen en ongedaan te maken.
2. Roept op om de veiligheid van Palestijnse burgers te garanderen.
3. Roept op om de onderhandelingen van het vredesproces onmiddellijk te hervatten.
4. Besluit de situatie nauwgezet in de gaten te houden en op de hoogte te blijven.

## Verwante resoluties
- Resolutie 672 Veiligheidsraad Verenigde Naties (1990)
- Resolutie 673 Veiligheidsraad Verenigde Naties (1990)
- Resolutie 1322 Veiligheidsraad Verenigde Naties (2000)
- Resolutie 1397 Veiligheidsraad Verenigde Naties (2002)

Lijst ·  1036 ·  1037 ·  1038 ·  1039 ·  1040 ·  1041 ·  1042 ·  1043 ·  1044 ·  1045 ·  1046 ·  1047 ·  1048 ·  1049 ·  1050 ·  1051 ·  1052 ·  1053 ·  1054 ·  1055 ·  1056 ·  1057 ·  1058 ·  1059 ·  1060 ·  1061 ·  1062 ·  1063 ·  1064 ·  1065 ·  1066 ·  1067 ·  1068 ·  1069 ·  1070 ·  1071 ·  1072 ·  1073 ·  1074 ·  1075 ·  1076 ·  1077 ·  1078 ·  1079 ·  1080 ·  1081 ·  1082 ·  1083 ·  1084 ·  1085 ·  1086 ·  1087 ·  1088 ·  1089 ·  1090 ·  1091 ·  1092